# زانجير (فلم 2013)
زانجير (بالإنجليزية: Zanjeer) (بالعربية: القيود) هو فيلم جريمة وحركة هندي صدر عام 2013 من إنتاج راليانس الترفيهية وإخراج أبورفا لاخيا، تم تصويره باللغتين الهندية والتيلوجو، وله اسم آخر بهذه الأخيرة (طوفان).
الفيلم مأخوذ عن فيلم زانجير (فيلم 1973) مع العلم أنه أخذ عنه نفس الاسم.
الفيلم من بطولة بريانكا شوبرا.
وقد حصد الفيلم إيرادات عالية في شباك التذاكر، فقد وصلت المداخيل ل (16 مليون دولار).

## قصة الفيلم
يسلط الفيلم الضوء عن عالم الجريمة في مومباي، خصوصا تهريب المحروقات.
الضابط :فيجاي خانا'، الذي يعرف بكثرة تنقلاته من ولاية إلى أخرى بسبب تصرفاته القوية تجاه المجرمين، لكن في المرة الأخيرة تم نقله إلى مومباي، إلى أن صادفته الكثير من الصعاب، حيث واجه عالم الجريمة التهريبية للمحروقات، ورئيس هذه العصابة رودرا براتاب تيجا الذي سيدخل مع الشرطي فجاي في عدة صراعات.
عندها سيتم حرق مواطن حاول تصوير عملية تهريب محروقات لينشرها في الصحف، كانت هناك شاهدة واحدة على الأمر وهي مالا (بريانكا شوبرا) التي سيسعى وراؤها الضابط لتكون شاهدة، وعندما ستعلم العصابة الأمر سيحاولون قتلها، لكن الضابط فيجاي سيكون بالمرصاد لهم ولن يدع سوءا يحصل لها، وأثناء هذه التصادمات، سيكتشف الضابط فيجاي أن رئيس عصابة التهريب هو قاتل والده، عندها سيقته وتنتهي العصابة.

## شباك التذاكر
لقد وزع الفيلم في 2085 قاعة سينمائية في الهند، و3550 قاعة في العالم، وقد حصد في المجموع العام على 67 كرور روبية هندية (11 مليون دولار أمريكي)